# Illmatic
Illmatic — дебютный студийный альбом американского хип-хоп исполнителя Nas, выпущенный 19 апреля 1994 году на лейбле Columbia Records. Часто критиками и мировым хип-хоп сообществом альбом рассматривается как величайший в истории.
Над технической фазой альбома работали DJ Premier, Large Professor, Pete Rock, Q-Tip, L.E.S и сам Насир. Альбом стилизован под жанр хардкор рэпа, начиненный множеством многосложных духовных рифм и подземных нарративов, основанных на опыте жизни Насира в Квинсбридже, Нью-Йорк. Большинство музыкальных критиков расценило альбом как знаковым для всего Восточного Побережья, а его значимость впоследствии оказало огромное влияние на последующих хип-хоп исполнителей, таких как Kendrick Lamar, Wiz Khalifa, The Game и многих других.

## Об альбоме
В сентябре 1992 года, Nas (благодаря его другу MC Serch) подписывает контракт с крупным музыкальным лейблом «Columbia Records». Запись происходила в его родном районе Queensbridge (один из районов Нью-Йорка).
Продюсерами альбома стали Large Professor, Pete Rock, Q-Tip, L.E.S. и DJ Premier. Самый главный стиль в альбоме это хардкор-рэп. Альбом рассказывает о жизни в гетто, о жизни гангстера, о социальных и политических проблемах, о семейных проблемах и тд. Из-за перечисленных тем альбома, Nas'а начали называть 2Pac’ом восточного побережья.
Альбом был очень высоко оценен музыкальными критиками. Этот альбом признан «классикой» хардкор-рэпа, наравне с Ready To Die от The Notorious B.I.G., Reasonable Doubt от Jay-Z, Conspiracy от Junior M.A.F.I.A., Hard Core от Lil' Kim и Tical от Method Man.
Несмотря на положительные отзывы, альбом был слаб в коммерческом плане. За первую неделю было продано 63 000 копий. 17 января 1996 года альбому присвоили золотой сертификат RIAA, а 11 декабря 2001 года - платиновый.

## Список композиций
| №                   | Название                           | Текст песни                                     | Музыка              | Длительность |
| ------------------- | ---------------------------------- | ----------------------------------------------- | ------------------- | ------------ |
| 1.                  | «The Genesis»                      | N. Jones, F. Braithwaite                        | Nas, Faith N.       | 1:45         |
| 2.                  | «N.Y. State of Mind»               | N. Jones, C. Martin                             | DJ Premier          | 4:54         |
| 3.                  | «Life’s a Bitch» (совместно с AZ)  | N. Jones, A. Cruz, O. Dara, R. Wilson, O. Scott | L.E.S., Nas (co.)   | 3:30         |
| 4.                  | «The World Is Yours»               | N. Jones, P. Phillips                           | Pete Rock           | 4:50         |
| 5.                  | «Halftime»                         | N. Jones, W.P. Mitchell, G. Byrd                | Large Professor     | 4:20         |
| 6.                  | «Memory Lane (Sittin’ in da Park)» | N. Jones, C. Martin, R. Wilson, P. Barsella     | DJ Premier          | 4:08         |
| 7.                  | «One Love»                         | N. Jones, J. Davis, J. Heath                    | Q-Tip               | 5:25         |
| 8.                  | «One Time 4 Your Mind»             | N. Jones, W.P. Mitchell                         | Large Professor     | 3:18         |
| 9.                  | «Represent»                        | N. Jones, C. Martin                             | DJ Premier          | 4:12         |
| 10.                 | «It Ain’t Hard to Tell»            | N. Jones, W.P. Mitchell                         | Large Professor     | 3:22         |
| Общая длительность: | Общая длительность:                | Общая длительность:                             | Общая длительность: | 39:49        |

## Чарты
| Чарты (1994)               | Место |
| -------------------------- | ----- |
| США Billboard 200          | 12    |
| США Top R&B/Hip-Hop Albums | 1     |